# Ysengrimus
Ysengrimus é uma Fábula Latina and épico satírico, uma série de fábulas antrofomórficas escritas em 1148 ou 1149, possivelmente pelo poeta Nivardus. O protagonista da obra Ysengrimus o Lobo, e o texto descreve os vários estratagemas da figura trickster de Reinardus a Raposa.

## O autor
Pouco se sabe sobre o autor. Tudo que pode ser dito é que ele viveu no século XII e tinha uma relação próxima com Ghent. O texto é anônimo na sua forma manuscrita, contendo o poema completo.  Florilegia e outros catálogos medievais atribuem ao autor vários nome como "Magister Nivardus", "Balduinus Cecus" (Baldwin o Cego), and "Bernard".

## O poema
Ysengrimus tem seu embasamento em outras beast fable em latim, como o texto do século XI Ecbasis captivi; em Ecbasis, a tradicional oposição entre lobo e raposa já aparecem. Ysengrimus é o mais extenso texto sobre fábulas de bestas antropomórficas escritas em Latim. O texto marca a primeira aparição na literatura latina dos tradicionais nomes "Reinardus" e "Ysengrimus". O poema contém 6,574 linhas de dístico elegíacos. Ysengrimus é dividido em sete livro, onde cada um contem de doze a catorze histórias; opiniões diferem em como dividí-las. Outras fábulas de bestas foram escritas em Latim por autores medievais, incluindo Odo de Cheriton; Ysengrimus é a mais extensa coleção desse tipo, tanto em Latim como em qualquer outro vernáculo.
1. ↑  Full discussion of authorship at Mann, 1987, 156-81.